# Nowocymlanskaja
Nowocymlanskaja (ros. Новоцимлянская) – stanica w Rosji, w obwodzie rostowskim, w rejonie cymlańskim. W 2010 liczyła 775 mieszkańców.